# رأس مال معرفي
رأس المال الفكري أو المعرفي ويقصد به المعرفة الجماعية أو الضمنية  (مثل الخبرات الشخصية) و التي قد لا تكون موثقة و لكنها مختزنة في عقول الأفراد العاملين في مؤسسة ، منظمة أو المجتمع ، فهو يعبر عن أشياء غير ملموسة بعكس الأصول الثابتة، ويمكن تقسيم رأس المال الفكري إلى رأس المال الهيكلي و رأس المال البشري.

## مقالات ذات صلة
- قيمة المعرفة